# Махджуб, Джамал
Джамал Махджуб (англ. Jamal Mahjoub, 1970, Лондон) — английский писатель британско-суданского происхождения.

## Биография
Вырос в Хартуме, где до 1990 жила его семья. Закончил Шеффилдский университет. Как писатель дебютировал в 1989. Три первых романа писателя составили «Суданскую трилогию». С 2012 пишет также криминальные романы под псевдонимом Паркер Билал. Живет в Великобритании, Дании, Испании.

## Произведения

### Под собственным именем
- Navigation of a Rainmaker (1989, фр. пер. 1998)
- Wings of Dust (1994)
- In the Hour of Signs (1996, исторический роман о Суданском Махди; тур. пер. 2006, нем. пер. 2008)
- The Carrier (1998, исторический роман о Тихо Браге; нем., ит. и фр. пер. 2000, тур. пер. 2003; французская премия Астролябия)
- Travelling With Djinns (2003, исп. и фр. пер. 2004, тур. пер. 2005)
- The Drift Latitudes (2006, фр. и нем. пер. 2007)
- Nubian Indigo (2006, на фр. яз.)

### Под псевдонимом
- The Golden Scales (2012, нем. пер. 2012, голл. пер. 2013)
- Dogstar Rising (2013)

## Признание
Романы и новеллы писателя переведены на многие языки.